# Абильгор, Николай Абрахам
Ни́колай А́брахам Абильго́р, Ни́колас А́брахам Абильго́р, Абильдгаард, А́билдгаард (дат. Nicolai Abraham Abildgaard; 11 сентября 1743, Копенгаген — 4 июня 1809, поместье Фредериксдаль близ Копенгагена) — датский живописец, представитель неоклассицизма, один из основоположников датской национальной школы живописи.
Сын этнографа и живописца Сёрена Абильгора и младший брат известного датского ветеринара Петера Абильгора. Получил образование в Датской королевской академии искусств в Копенгагене, после чего в качестве художника уехал в Рим, где пробыл с 1772 по 1777 год. Николай осваивал многие виды искусства (скульптура, архитектура, украшения, настенные росписи) и развивал свои знания мифологии, древностей, анатомии и перспективы. По возвращении на родину стал профессором Датской академии искусств, в 1789—1792 годах и затем с 1802 года был её директором. Умер близ Фредериксдаля 4 июня 1809 года.
Абильгор считается основателем датской школы живописи. Из его многочисленных историко-аллегорических картин во дворце Кристиансборг во время пожара 1794 года были спасены только немногие; но осталось значительное количество его картин в Копенгагене. Его ученики — Б. Торвальдсен и К. Эккерсберг.